# Fast and Furious 5
Pour les articles homonymes, voir The Fast and the Furious.
Série Fast and Furious
Fast and Furious 4
(2009) Fast and Furious 6
(2013)
Pour plus de détails, voir Fiche technique et Distribution.
Fast and Furious 5 (Fast Five), ou Rapides et dangereux 5 au Québec, est un film américano-brésilo-japonais réalisé par Justin Lin et sorti en 2011. Il s'agit du cinquième film de la série Fast and Furious.
Le film débute alors que Brian O'Conner et Mia Toretto ont extirpé Dominic Toretto des mains de la justice. Retirés à Rio, ils sont contraints de monter un dernier coup pour se faire blanchir et retrouver leur liberté. Ils se constituent une équipe d'élite, réunissant les pilotes les plus avertis, conscients que leur seule chance d'être acquittés pour bonne conduite nécessite une confrontation avec l'homme d'affaires véreux, Hernan Reyes, qui souhaite les voir morts. Mais il n'est pas le seul à leurs trousses. L'impitoyable agent fédéral Luke Hobbs n'a jamais manqué ses cibles. Affecté à la traque des fugitifs, lui et son équipe de choc élaborent un implacable dispositif d'assaut destiné à les capturer. Passant le Brésil au crible, Luke réalise combien la frontière qui sépare les bons des méchants est ténue. Il doit alors s'en remettre à son instinct pour acculer ses proies et éviter qu'un autre ne les débusque avant lui.

## Synopsis
Alors que Dominic Toretto est transporté à la prison de Lompoc en bus, sa sœur Mia Toretto et son ami Brian O'Conner mènent un assaut sur le bus et le libèrent. Pendant que les autorités les recherchent, le trio s'échappe à Rio de Janeiro. En attendant l'arrivée de Dom, Mia et Brian rejoignent leur ami Vince et d'autres participants locaux pour voler trois voitures dans un train. Brian et Mia découvrent que des agents de la US Drug Enforcement Administration (DEA) se trouvent également dans le train et que les voitures sont en fait des biens saisis. Lorsque Dom arrive au train avec ses complices, il se rend compte que leur chef Zizi ne s'intéresse qu'à voler une voiture; une Ford GT40. Dom demande à Mia de voler la voiture elle-même avant que lui et Brian ne combattent Zizi et ses acolytes, au cours de laquelle Zizi tue les agents de la DEA affectés aux véhicules. Dom et Brian sont capturés et amenés au seigneur du crime de Rio : Hernan Reyes, le propriétaire des voitures et le patron de Zizi. Reyes ordonne en vain au duo de donner l'emplacement de la voiture. Ils parviennent néanmoins à s'échapper et à se retirer dans leur refuge.
Pendant que Brian, Dom et Mia examinent la voiture pour découvrir son importance, Vince revient et est surpris la nuit en train de lui en retirer une puce informatique. Il admet qu'il prévoyait de vendre lui-même la puce à Reyes, et Dom le force à partir. Brian enquête sur la puce et découvre qu'elle contient tous les détails des dépôts d'argent de l'empire criminel de Reyes.
L'agent du Service de sécurité diplomatique Luke Hobbs et son équipe arrivent à Rio pour arrêter Dom et Brian. Avec l'aide de l'officier local Elena Neves, ils se rendent au refuge de Dom, mais le trouvent sous l'assaut des hommes de Reyes, à la recherche de la puce. Après une course poursuite au milieu de la favela, Brian, Dom et Mia s'échappent. Dom suggère qu'ils se séparent et quittent Rio, mais Mia annonce qu'elle est enceinte de l'enfant de Brian. Dom accepte de rester ensemble et suggère de voler intégralement l'argent de Reyes pour commencer une nouvelle vie. 
Ils organisent une équipe avec des anciennes connaissances pour effectuer le braquage: Han, Roman, Tej, Gisele, Leo et Santos arrivent à Rio. Vince rejoint plus tard l'équipe après avoir sauvé Mia de la capture par les hommes de Reyes. Comme il serait difficile de voler 10 millions à 10 endroits différents, l'équipe de Dom attaque l'un des dépôts et vole 10 millions, tout en brûlant 10 millions en faux billets devant le personnel de Reyes. Craignant de nouvelles attaques, Reyes rassemble les 90 millions de dollars restants dans son coffre-fort ultra sécurisé à l'intérieur du poste de police. L'équipe de Dom fait de la surveillance, achète des voitures, de l'équipement et élabore un plan parfait pour voler l'argent en volant également quatre voitures de police.
Le jour de l'exécution du plan, Hobbs et son équipe finissent par trouver et arrêter Dom, Mia, Brian et Vince. Alors qu'il les transporte à l'aéroport pour extradition vers les États-Unis, le convoi est attaqué par les hommes de Reyes, qui tuent l'équipe de Hobbs. Seuls Hobbs et Elena sont sauvés par Dom, Brian et Mia mais Vince est mortellement abattu. Voulant venger son équipe assassinée, Hobbs et Elena acceptent d'aider au braquage. Le gang fait irruption dans le poste de police et extraient le coffre contenant l'argent de Reyes du bâtiment à l'aide de leurs voitures, le traînant à travers la ville. Après une longue poursuite policière, Dom demande à Brian de continuer sans lui pendant qu'il attaque la police et le gang de Reyes, utilisant le coffre-fort attaché à sa voiture pour écraser leurs véhicules. Brian revient et tue Zizi tandis que Reyes est gravement blessé par l'assaut de Dom. Hobbs arrive sur les lieux et exécute Reyes. Bien que Hobbs refuse de laisser Dom et Brian en liberté, il leur donne une longueur d'avance de 24 heures pour s'échapper à condition qu'ils laissent le coffre tel qu'il est. Cependant, ce coffre-fort est vide car il avait été échangé pendant la poursuite. Après avoir partagé l'argent, l'équipe de Dom se sépare. Sur une plage tropicale, Brian défie Dom dans une course finale sans enjeux pour prouver qui est le meilleur pilote.
Scène inter-générique
Hobbs reçoit un dossier de Monica Fuentes concernant le détournement d'un convoi militaire à Berlin, où il découvre une photo récente de l'ancienne petite amie de Dom, Letty, présumée morte.

## Fiche technique
- Titre original : Fast Five
- Titre français : Fast and Furious 5
- Titre québécois : Rapide et dangereux 5
- Réalisation : Justin Lin
- Scénario : Chris Morgan, d'après les personnages créés par Gary Scott Thompson
- Musique : Brian Tyler
- Direction artistique : Andrew Neskoromny, Thomas Valentine et Beat Frutiger
- Décors : Peter Wenham
- Costumes : Sanja Milkovic Hays
- Photographie : Stephen F. Windon
- Son : Frank A. Montaño, Jon Taylor,
- Montage : Fred Raskin, Christian Wagner et Kelly Matsumoto
- Production : Vin Diesel, Neal H. Moritz, Michael Fottrell et Michael K. Ross
  - Production exécutive (Brésil) : Fernando Serzedelo
  - Production déléguée : Justin Lin, Amanda Lewis et Samantha Vincent
- Sociétés de production[1] :
  - États-Unis : Original Film et One Race Productions, avec la participation de Universal Pictures
  - Japon : en association avec Dentsu
- Société de distribution : Universal Pictures (États-Unis, Canada), Toho-Towa (Japon), Universal Pictures International (Brésil, France, Belgique)
- Budget : 125 millions de $[2]
- Pays de production :  États-Unis,  Brésil,  Japon
- Langues originales : anglais, portugais, espagnol, italien et français
- Format[3] : couleur (DeLuxe) - 35 mm (anamorphic) / 70 mm (horizontal) (IMAX DMR blow-up) (Kodak Vision 2383) / D-Cinema - 2,39:1 (Cinémascope) - son SDDS | Datasat | Dolby Digital | Dolby Surround 7.1 | DTS (DTS: X)
- Genre : action, policier, thriller, casse
- Durée : 130 minutes
- Dates de sortie[4] :
  - Brésil : 15 avril 2011 (Avant-première à Rio de Janeiro) ; 6 mai 2011 (sortie nationale)
  - États-Unis, Québec[5] : 29 avril 2011
  - France, Belgique, Suisse romande[6] : 4 mai 2011
  - Japon : 1er octobre 2011
- Classification[7] :
  - États-Unis : accord parental recommandé, film déconseillé aux moins de 13 ans (PG-13 - Parents Strongly Cautioned)[Note 1].
  - Brésil : non recommandé pour les enfants de moins de 14 ans (L - Não recomendado para menores de 14 anos)
  - Japon : tous publics - pas de restriction d'âge (Eirin - G)
  - France : tous publics avec avertissement[8]

## Distribution

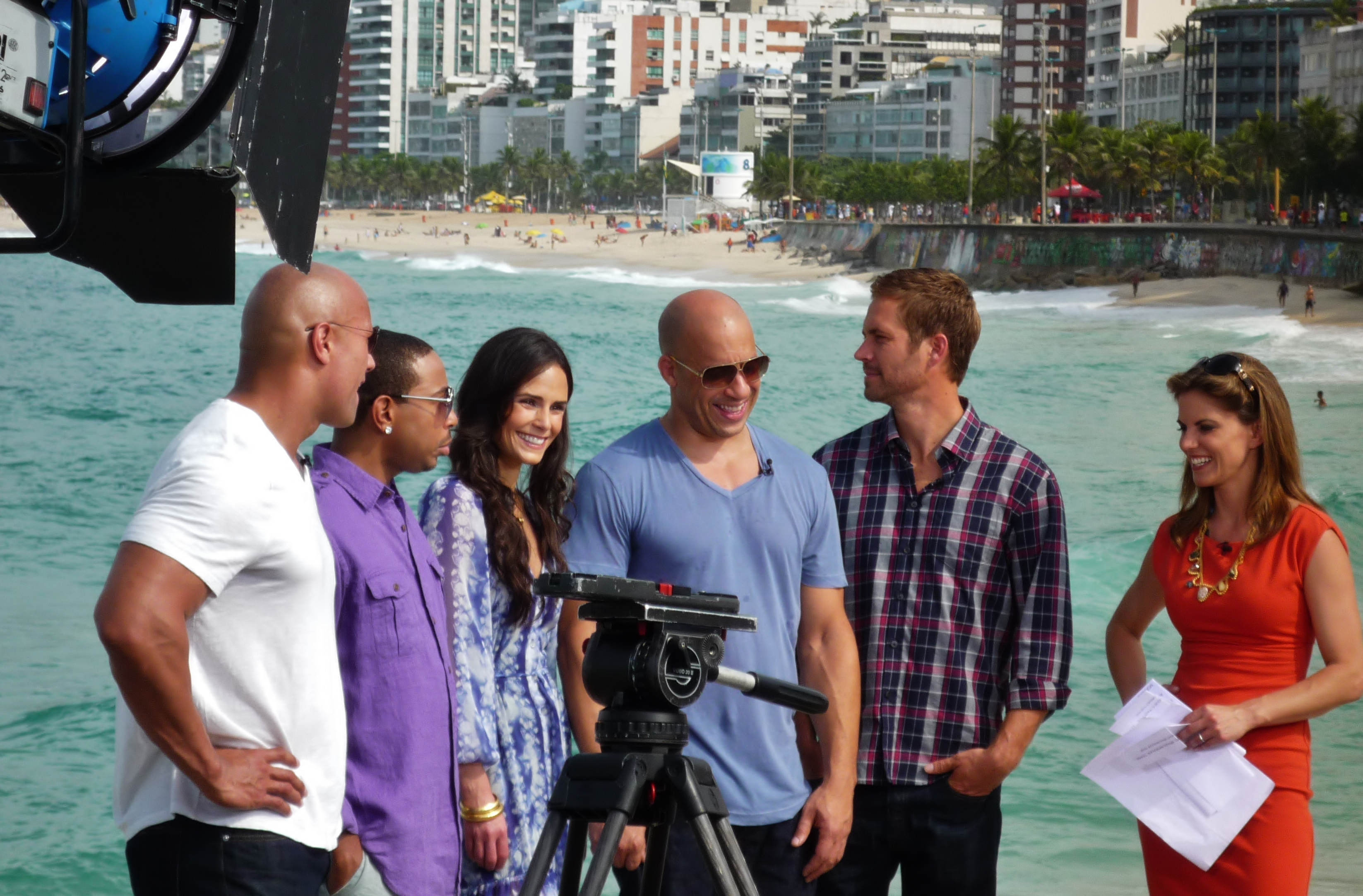
Dwayne Johnson, Chris Bridges, Jordana Brewster, Vin Diesel et Paul Walker au The Today Show d'NBC, en avril 2011.

- Vin Diesel (VF : Frédéric van den Driessche ; VQ : Thiéry Dubé[9]) : Dominic Toretto
- Paul Walker (VF : Guillaume Lebon ; VQ : Martin Watier) : Brian O'Conner
- Jordana Brewster (VF : Cécile d'Orlando ; VQ : Aline Pinsonneault) : Mia Toretto
- Dwayne Johnson (VF : David Krüger ; VQ : Benoît Rousseau) : Luke Hobbs
- Tyrese Gibson (VF : Bruno Henry ; VQ : Patrick Chouinard) : Roman Pearce
- Ludacris (VF : Jean-Baptiste Anoumon ; VQ : Martin Desgagné) : Tej Parker
- Matt Schulze (VF : Bruno Dubernat ; VQ : Stéphane Rivard) : Vince
- Sung Kang (VF : Damien Ferrette ; VQ : Joël Legendre) : Han Lue
- Gal Gadot (VF : Ingrid Donnadieu ; VQ : Bianca Gervais) : Gisele Harabo
- Elsa Pataky (VF : Dorothée Pousséo ; VQ : Ariane-Li Simard-Côté) : Elena Neves
- Tego Calderón (VF : Benjamin Penamaria ; VQ : François Trudel) : Tego Leo
- Don Omar (VF : Emmanuel Garijo ; VQ : Guillaume Champoux) : Rico Santos
- Joaquim de Almeida (VF : lui-même ; VQ : Manuel Tadros) : Hernan Reyes
- Michael Irby : Zizi
- Alimi Ballard (VF : Julien Kramer) : Fusco
- Fernando Chien (en) (VF : Pascal Grull) : Wilkes
- Yorgo Constantine (en) (VF : Raphaël Cohen) : Chato
- Geoff Meedy (VF : Philippe Bozo) : Macroy
- Luis Da Silva Jr. (en) (VF : Paolo Domingo) : Diogo
- Carlos Sanchez (VF : Benoît Du Pac) : le technicien
- Eva Mendes (VF : Nathalie Karsenti ; VQ : Isabelle Leyrolles) : Monica Fuentes (caméo scène post-générique)
- Michelle Rodríguez : Leticia "Letty" Ortiz (apparition photo scène post-générique)

## Production

### Genèse du projet
Justin Lin, le réalisateur des épisodes trois et quatre, a décidé de poursuivre l'aventure. Il est entouré du scénariste Chris Morgan, à qui l'on doit l'histoire de Fast And Furious 4 et du producteur Neal H. Moritz (présent derrière les 4 opus). Si l'aventure continue, c'est pour une raison simple : le quatrième volet s'est révélé le plus lucratif de la franchise et le film a généré le plus de recettes chez Universal en 2009. En quatre films, la saga Fast and Furious a tout de même engrangé 960 millions de dollars de recettes à travers le monde. Un facteur qui a poussé également Vin Diesel à reprendre en 2009 son personnage dans Fast and Furious 4 .

### Tournage
Le tournage a débuté durant l'été 2010, au Brésil, puis a continué à Porto Rico, à Parker dans l'Arizona, à Atlanta en Géorgie et en Californie.

## Bande originale
Bandes originales de Fast and Furious
Fast and Furious 4
(2009) Fast and Furious 6
(2013)
| No  | Titre                                                          | Interprètes                                          | Durée |
| --- | -------------------------------------------------------------- | ---------------------------------------------------- | ----- |
| 1.  | How We Roll (Fast Five Remix)                                  | Don Omar feat. J-doe, Reek da Villian & Busta Rhymes | 4:10  |
| 2.  | Desabafo/Deixa Eu Dizer                                        | Marcelo D2 & Claudia                                 | 2:56  |
| 3.  | Assembling the Team                                            | Brian Tyler                                          | 3:35  |
| 4.  | L. Gelada-3 Da Madrugada                                       | MV Bill                                              | 7:20  |
| 5.  | Carlito Marron                                                 | Carlinhos Brown                                      | 4:07  |
| 6.  | Han Drifting                                                   | Hybrid                                               | 1:56  |
| 7.  | Million Dollar Race featuring "Popozuda Rock N' Roll"          | Edu K & Hybrid                                       | 2:24  |
| 8.  | Mad Skills                                                     | Brian Tyler                                          | 3:51  |
| 9.  | Batalha                                                        | ObandO                                               | 4:16  |
| 10. | Danza Kuduro                                                   | Don Omar & Lucenzo                                   | 3:19  |
| 11. | Follow Me Follow Me (Quem Que Caguetou?) (Fast 5 Hybrid Remix) | Tejo & Black Alien & Speed                           | 3:07  |
| 12. | Fast Five Suite                                                | Brian Tyler                                          | 5:43  |
| 13. | Furiously Dangerous                                            | Ludacris feat. Slaughterhouse & Claret Jai           | 4:04  |

## Accueil

### Critiques
Fast and Furious 5 a reçu des critiques positives de la part des critiques. Sur le site Rotten Tomatoes, la cote du film est de 77 %, basé sur 198 critiques, avec une note moyenne de 6,4⁄10. Le consensus critique du site se lit comme suit: "Élégant, puissant et audacieux, Fast and Furious 5 embrasse fièrement ses frissons d'action cérébrale et insuffle une nouvelle vie dans la franchise". Sur Metacritic, le film obtient une note de 66⁄100, sur la base de 39 critiques indiquant "avis généralement favorables"
En France le film a également été bien accueilli, le site AlloCiné lui attribue une moyenne de 4⁄5

### Box-office
Après 13 semaines d'exploitation, Fast and Furious 4 a engrangé 209 837 675 $ au box office américain. Au total, les recettes du film au niveau mondial les 626 137 675 $. Fast and Furious 5 est le 1er film de la série à dépasser la barre symbolique des 500 millions de $ récoltés à travers le monde, en 5 week-ends.
En France, 1,18 million d'entrées sont enregistrées la 1re semaine. Le film est le 1er de la série à dépasser la barre des 2 millions d'entrées au bout de la 3e semaine d'exploitation. Après 11 semaines d'exploitation, le film a dépassé 600 millions $ de recettes.
| Pays ou région    | Box-office        | Date d'arrêt du box-office | Nombre de semaines |
| ----------------- | ----------------- | -------------------------- | ------------------ |
| États-Unis Canada | 209 837 675 $     | -                          | 13                 |
| France            | 2 526 198 entrées | -                          | 11                 |
| Total mondial     | 626 137 675 $     | -                          | -                  |

## Voitures utilisées
| Voiture                                      | Couleur                   | Année | Conduite par                  | Anecdote |
| Dodge Challenger SRT-8                       | Grise et Noire            | 2008  | Dominic Toretto               | À la fin du film affronte la Nissan GT-R R35 de Brian O'Conner.                                                            |
| Nissan GT-R R35                              | Grise                     | 2009  | Brian O'Conner                | À la fin du film affronte la Dodge Challenger de Dominic Toretto.                                                          |
| Dodge Charger R/T                            | Noire Mate                | 2011  | Dominic Toretto               | Détruite par un saut sur une Volkswagen Touareg.                                                                           |
| Dodge Charger R/T                            | Noire Mate                | 2011  | Brian O'Conner                | |
| Dodge Police Charger                         | Noire et Blanche          | 2011  | Brian, Dominic, Han et Roman. | Volées une nuit dans une réserve puis confrontées lors d'une course de drag amicale dans les avenues désertes de la ville. |
| Dodge Charger R/T                            | Noire Mate                | 1970  | Dominic Toretto               | Détruite par le Gurkha LAPV de Luke Hobbs.                                                                                 |
| Porsche 911 GT3 RS                           | Bleue                     | 2002  | Brian O'Conner                | Récupérée une nuit lors d'une manifestation de street racing.                                                              |
| Koenigsegg CCXR Edition                      | Carbone Noire             | 2009  | Tej Parker et Roman Pearce.   | |
| Lexus LFA                                    | Noire                     | 2010  | Han Lue                       | À la fin du film roule sur une autoroute en direction de Berlin avec Gisele                                                |
| Nissan Skyline C10 GT-R                      | Noire                     | 1972  | Brian O'Conner                | Au début du film roule au milieu des favelas de Rio.                                                                       |
| Ford GT40                                    | Bleue et bandes blanches. | 1965  | Mia Toretto                   | Volée dans le train au début du film puis démontée par Brian et Dominic puis remontée par les hommes de Hobbs.             |
| Nissan 370Z (Z34 modifié par AE Performance) | Grise                     | 2009  | Gisele Harabo                 | Utilisée lors des essais dans le hangar/planque                                                                            |
| Chevrolet Corvette Grand Sport Replica       | Grise Argentée            | 1963  | Dominic Toretto               | Volée dans le train avec la Ford GT40 et la De Tomaso Pantera, finit par couler après un saut dans une rivière             |
| Ford Galaxie 500 XL                          | Noire                     | 1963  | Tej Parker                    | |
| Terradyne Armored Vehicles Gurkha LAPV       | Gris Mate                 | 2011  | Luke Hobbs                    | |
| De Tomaso Pantera GT5-S                      | Noire                     | 1990  | Vince                         | Volée en même temps que la Ford GT-40 et la Chevrolet Corvette Grand Sport Replica.                                        |
| Subaru Impreza WRX STI Sedan                 | Grise                     | 2011  | Han Lue                       | |
| Toyota Supra                                 | Noire                     | 1996  | Rico Santos                   | Abimée contre un pilier pendant les essais dans le hangar/planque                                                          |
| Ducati Street Fighter                        | Noire                     | 2009  | Gisele Harabo                 | |
| Honda NSX                                    | Noire                     | 2005  | Mia Toretto                   | Au début du film aide Dominic Toretto à s'évader en renversant le bus.                                                     |
| Ford Maverick Grabber                        | Bleue Délabrée            | 1966  | Han Lue                       | |

## Distinctions
Entre 2011 et 2017, Fast & Furious 5 a été sélectionné 40 fois dans diverses catégories et a remporté 10 récompenses,.
| Année | Festivals de cinéma                                                           | Catégorie / Récompense                                                                                | Nommé(es) / Lauréat(es) | Nommé(es) / Lauréat(es) | Réf.       |
| ----- | ----------------------------------------------------------------------------- | --- | --- | ----------------------- | ---------- |
| 2011  | Hollywood Post Alliance                                                       | Meilleur son - Long métrage                                                                           | Jon Taylor, Frank A. Montaño, Peter Brown, Universal Studios Sound Facilities et Soundelux | Nomination              |            |
| 2011  | Prix BMI du cinéma et de la télévision                                        | Prix BMI de la meilleure musique de film                                                              | Brian Tyler | Lauréat                 | ,          |
| 2011  | Prix IGN du cinéma d'été (IGN Summer Movie Awards)                            | Prix IGN du Meilleur film d'action                                                                    | Fast and Furious 5 | Lauréat                 |            |
| 2011  | Prix du jeune public                                                          | Prix du jeune public du Meilleur film d'action                                                        | Fast and Furious 5 | Lauréat                 | ,          |
| 2011  | Prix du jeune public                                                          | Meilleur acteur dans un film d'action                                                                 | Dwayne Johnson | Nomination              | [ 19 ]     |
| 2011  | Prix du jeune public                                                          | Meilleur acteur dans un film d'action                                                                 | Vin Diesel | Nomination              | [ 19 ]     |
| 2011  | Prix du jeune public                                                          | Meilleur acteur dans un film d'action                                                                 | Paul Walker | Nomination              | [ 19 ]     |
| 2011  | Prix du jeune public                                                          | Meilleure actrice dans un film d'action                                                               | Jordana Brewster | Nomination              | [ 19 ]     |
| 2011  | Prix Schmoes d'or (Golden Schmoes Awards)                                     | Meilleure scène d'action de l'année                                                                   | Voler le coffre-fort / poursuite | Nomination              |            |
| 2011  | Société des critiques de films de Phoenix                                     | Meilleures cascades                                                                                   | - | Nomination              |            |
| 2011  | Time (magazine)                                                               | Film no 1                                                                                             | Justin Lin | Nomination              | [ 16 ]     |
| 2011  | Time (magazine)                                                               | Film no 2                                                                                             | Justin Lin | Nomination              | [ 16 ]     |
| 2011  | Time (magazine)                                                               | Film no 3                                                                                             | Justin Lin | Nomination              | [ 16 ]     |
| 2011  | Time (magazine)                                                               | Film no 4                                                                                             | Justin Lin | Nomination              | [ 16 ]     |
| 2011  | Time (magazine)                                                               | Film no 5                                                                                             | Justin Lin | Nomination              | [ 16 ]     |
| 2011  | Time (magazine)                                                               | Film no 6                                                                                             | Justin Lin | Nomination              | [ 16 ]     |
| 2011  | Time (magazine)                                                               | Film no 7                                                                                             | Justin Lin | Nomination              | [ 16 ]     |
| 2011  | Time (magazine)                                                               | Film no 8                                                                                             | Justin Lin | Nomination              | [ 16 ]     |
| 2011  | Time (magazine)                                                               | Film no 9                                                                                             | Justin Lin | Nomination              | [ 16 ]     |
| 2011  | Time (magazine)                                                               | Film no 10                                                                                            | Justin Lin | Lauréat                 | [ 16 ]     |
| 2012  | Académie des films de science-fiction, fantastique et d'horreur - Prix Saturn | Meilleur film d'action ou d'aventure                                                                  | Fast and Furious 5 | Nomination              | [ 21 ]     |
| 2012  | Académie des films de science-fiction, fantastique et d'horreur - Prix Saturn | Meilleur montage                                                                                      | Fred Raskin, Kelly Matsumoto et Christian Wagner | Nomination              | [ 21 ]     |
| 2012  | Association des critiques de cinéma                                           | Meilleur film d'action                                                                                | Fast and Furious 5 | Nomination              | [ 22 ]     |
| 2012  | Éditeurs de sons de films                                                     | Meilleur montage sonore - Effets sonores et bruitages dans un long métrage                            | Peter Brown, Glynna Grimala, Stephen P. Robinson, Paul Aulicino, Gary A. Hecker, Katherine Rose, Ann Scibelli, Peter Staubli, Tim Walston, Charles Maynes, Jon Title, Kerry Carmean-Williams et George Pereyra | Nomination              | [ 23 ]     |
| 2012  | Prix Bobine Noire                                                             | Meilleure chanson                                                                                     | Ludacris, Joell Ortiz, Mr. Porter, Eminem, Joe Budden, Ryan Montgomery, Luis Resto et Crooked I (Pour la chanson Furiously Dangerous                                                                           | Nomination              |            |
| 2012  | Prix Bobine Noire                                                             | Meilleur casting                                                                                      | Debra Zane | Nomination              |            |
| 2012  | Prix du cinéma britannique du Evening Standard                                | Superproduction de l'année                                                                            | Fast and Furious 5 | Nomination              |            |
| 2012  | Prix du public                                                                | Film d'action préféré                                                                                 | Fast and Furious 5 | Nomination              | ,          |
| 2012  | Prix NAACP de l'image                                                         | Meilleur acteur dans un film                                                                          | Vin Diesel | Nomination              | [ 26 ]     |
| 2012  | Prix nationaux du cinéma russe (Russian National Movie Awards)                | Meilleur film d'action étranger de l'année                                                            | Fast and Furious 5 | Nomination              |            |
| 2012  | Prix Rembrandt                                                                | Meilleur film international                                                                           | Fast and Furious 5 | Nomination              |            |
| 2012  | Taurus - Prix mondiaux des cascades                                           | Prix Taureau du Meilleur coordinateur de cascade et / ou réalisateur de la 2e équipe                  | Spiro Razatos, Jack Gill, Gary Hymes, Troy Robinson, Mike Gunther et Universal Pictures | Lauréat                 |            |
| 2012  | Taurus - Prix mondiaux des cascades                                           | Prix Taureau de la Meilleure cascade automobile                                                       | Kyle Woods, Sli Lewis, Oakley Lehman, Corey Michael Eubanks, Shauna Duggins et 5150 Action Coordonné par Mike Gunther                                                                                          | Lauréat                 |            |
| 2012  | Taurus - Prix mondiaux des cascades                                           | Prix Taureau du Meilleur coordinateur de cascade et / ou réalisateur de la 2e équipe : Fonctionnalité | Spiro Razatos, Mike Gunther, Gary Hymes, Jack Gill et 5150 Action | Lauréat                 |            |
| 2012  | Taurus - Prix mondiaux des cascades                                           | Prix Taureau du Meilleur combat                                                                       | Troy Robinson, Tanoai Reed, Mike Gunther et 5150 Action | Lauréat                 | [ Note 2 ] |
| 2012  | Taurus - Prix mondiaux des cascades                                           | Prix Taureau du Meilleur travail de cascadeurs                                                        | Troy Robinson, Oakley Lehman, Mike Gunther, Kyle Woods et 5150 Action | Lauréat                 | [ Note 3 ] |
| 2012  | Taurus - Prix mondiaux des cascades                                           | Meilleure cascade automobile                                                                          | Henry Kingi, Andy Gill, Steve Kelso, Oakley Lehman et Mike Ryan () | Nomination              | [ Note 4 ] |
| 2012  | Taurus - Prix mondiaux des cascades                                           | Meilleure cascade de spécialité                                                                       | Andy Gill, Henry King, Steve Kelso, Oakley Lehman et Mike Ryan | Nomination              | [ Note 5 ] |
| 2012  | Taurus - Prix mondiaux des cascades                                           | Meilleure cascade automobile                                                                          | Andy Gill, Steve Kelso, Henry Kingi, Oakley Lehman et Doc D. Charbonneau | Nomination              | [ Note 6 ] |
| 2017  | Prix MTV Movie & TV                                                           | Prix de la génération MTV                                                                             | Franchise Fast and the Furious | Lauréat                 |            |

### Récompenses (A valider)
| Année | Récompense                             | Catégorie                            | Nommé(s)                                             | Résultat   | Ref.   |
| ----- | -------------------------------------- | ------------------------------------ | ---------------------------------------------------- | ---------- | ------ |
| 2011  | Golden Trailer Awards [réf. souhaitée] | Best Action TV Spot                  | "Fast Women" - Universal Pictures, AV Squad          | Nomination | [ 27 ] |
| 2011  | Golden Trailer Awards [réf. souhaitée] | Best Summer 2011 Blockbuster Poster  | "Fast and Furious 5" - Universal Pictures, Cold Open | Nomination | [ 27 ] |
| 2011  | Golden Trailer Awards [réf. souhaitée] | Best Summer Blockbuster 2011 TV Spot | "Superbowl" - Universal Pictures, AV Squad           | Lauréat    | [ 27 ] |